# Salatmayonnaise
Salatmayonnaise er en dip til pommes frites og andre kartofler. Salatmayonnaise bliver produceret af Kraft Foods Danmark i Fallingbostel i Tyskland. 
Ingen i Kraft Foods' organisation kan desværre komme med en logisk forklaring på, hvorfor det hedder salatmayonnaise[kilde mangler]. Den eneste historie, som muligvis kunne give en forklaring, kommer fra Tyskland, hvor man for mange år siden, havde dette produkt som hovedsageligt blev brugt til kartoffelsalat og lignende på grund af den lavere fedtprocent end almindelig mayonnaise. 
Derefter er produktet blevet lanceret i burgerbranchen, specielt Burger King promoverede Kraft salatmayonnaise som dip til pommes frites – først i 1999 kom Kraft salatmayonnaise ud i butikkerne, så almindelige forbrugere kunne købe produktet.